# Yōhei Takasu
Yōhei Takasu (japanisch 高須 洋平 Takasu Yōhei; * 6. September 1981 in der Präfektur Saitama) ist ein ehemaliger japanischer Fußballspieler.

## Karriere
Takasu erlernte das Fußballspielen in der Jugendmannschaft von Kashima Antlers. Seinen ersten Vertrag unterschrieb er 2000 bei den Mito HollyHock. Der Verein spielte in der zweithöchsten Liga des Landes, der J2 League. Für den Verein absolvierte er acht Spiele. 2002 wechselte er zu Thespa Kusatsu. Am Ende der Saison 2004 stieg der Verein in die J2 League auf. Für den Verein absolvierte er 48 Spiele. 2006 wechselte er zum Drittligisten Arte Takasaki. Für den Verein absolvierte er 24 Spiele. Danach spielte er bei den Tonan Maebashi. Ende 2009 beendete er seine Karriere als Fußballspieler.